# Переа, Луис Амаранто
Луи́с Амара́нто Пере́а Моске́ра (исп. Luis Amaranto Perea Mosquera; род. 30 января 1979[…], Турбо, Антьокия) — колумбийский футболист, выступавший на позиции защитника. В 2018 году начал тренерскую карьеру.

## Биография
Переа начал профессиональную карьеру в клубе «Индепендьенте Медельин» в 2000 году. В сезоне 2003/04 выступал за аргентинскую «Боку Хуниорс», в составе которой он выиграл Межконтинентальный кубок 2003.
По окончании сезона был куплен испанским «Атлетико». В 2008 году получил паспорт подданного Испании.
С 2003 года Переа выступал за сборную Колумбии, в составе которой принял участие в Золотом кубке КОНКАКАФ 2003 (куда Колумбия получила специальное приглашение) и в Кубке Америки 2007.
В декабре 2015 года объявил об окончании футбольной карьеры.
В 2018 году тренировал третий молодёжный состав мадридского «Атлетико» («Атлетико Мадрид Кадете „C“»). В конце того же года возглавил аутсайдера чемпионата Колумбии «Итагуи Леонес», который по итогам сезона вылетел во Второй дивизион.

## Достижения
- Чемпион Колумбии (1): Финалисасьон 2002
- Чемпион Аргентины (1): Апертура 2003
- Межконтинентальный кубок (1): 2003
- Кубок Интертото (1): 2007
- Победитель Лиги Европы (2): 2009/10, 2011/12
- Победитель Суперкубка УЕФА (1): 2010